# Zaleskie (Ustka)
Zaleskie (deutsch Saleske, früher Salleske; kaschubisch Żelesczé) ist ein Dorf in der polnischen Woiwodschaft Pommern und gehört zur Landgemeinde Ustka (Stolpmünde) im Powiat Słupski (Stolper Kreis).

## Geographische Lage
Das Kirchdorf liegt in Hinterpommern, etwa zehn Kilometer südwestlich von Stolpmünde und zwanzig Kilometer westnordwestlich von Stolp. Die Dorffläche erstreckt sich nach Norden über das Salesker Moor bis zu den Salesker Dünen an der Ostseeküste.

## Geschichte

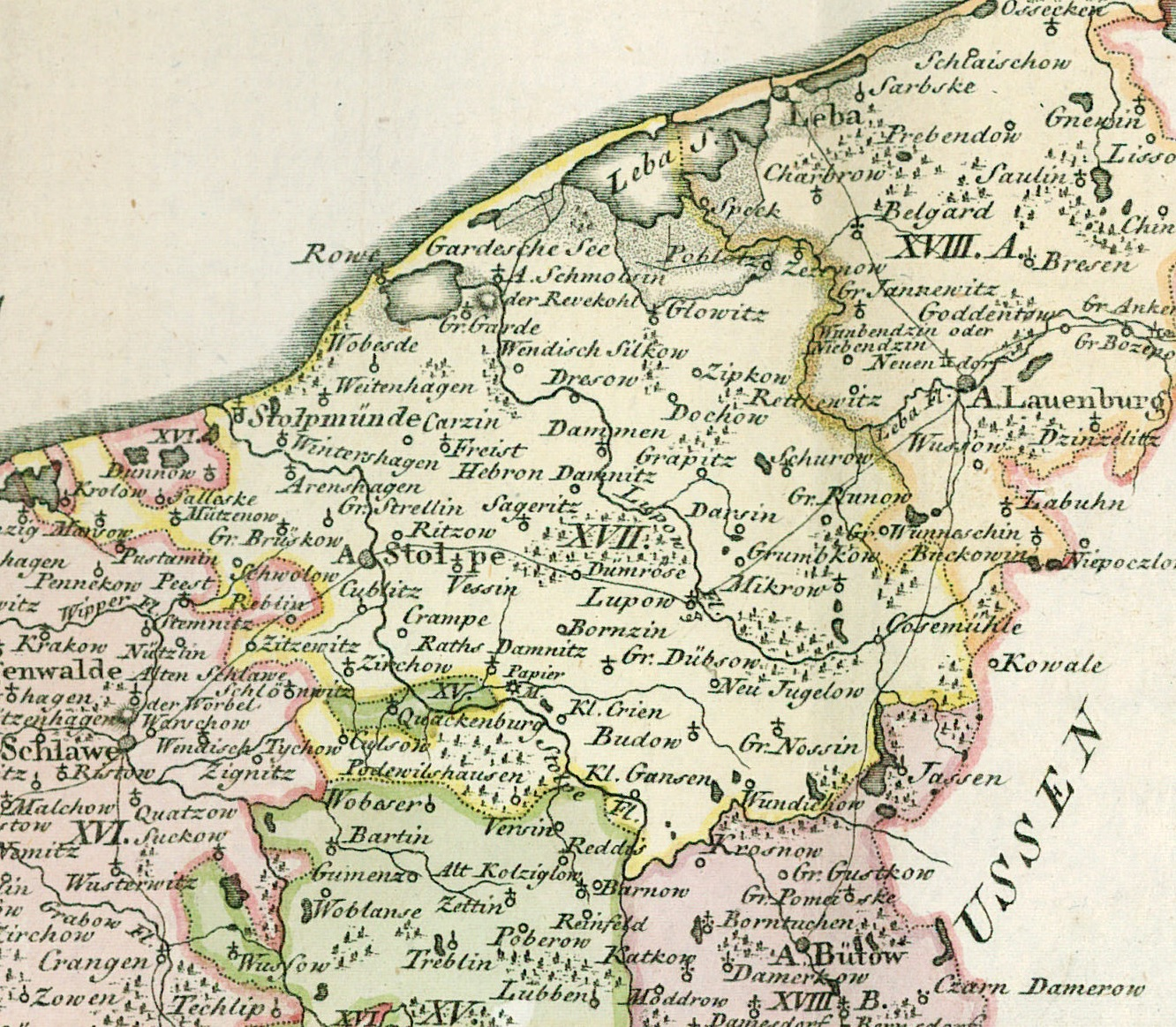
Saleske (Salleske), südwestlich von Stolpmünde an der Ostsee und westnordwestlich von Stolp (früher Stolpe geschrieben), auf einer Landkarte von 1794.

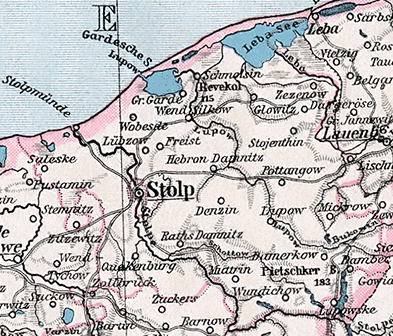
Saleske südwestlich von Stolpmünde an der Ostsee und westnordwestlich von Stolp auf einer Landkarte von 1905.

Ältere Ortsbezeichnungen sind Szileske, Sileske, Selleszka und Seleszke. Der historischen Dorfform nach ist der Ort ein Gassendorf. Im Jahre 1344 wird ein von Typhano als Besitzer genannt, und von 1461 bis 1945 ist es im Besitz der von Belows. 1480 findet der Ort eine Erwähnung in den Klageartikeln des Herzogs Bogislaw X. von Pommern gegen seine Mutter. 1523 saßen Henning von Below und die Witwen von Gerdt und Otto Below auf Saleske.
Um 1782 hatte Saleske zwei Rittersitze bzw. Vorwerke, eine Windmühle, zwölf Bauern, acht Kossäten, eine Schmiede und einen Schulmeister bei 73 Haushaltungen.
Bis 1876 hatte Saleske zum Landkreis Schlawe gehört und wurde dann in den Landkreis Stolp eingegliedert.

Gebäude im Dorf
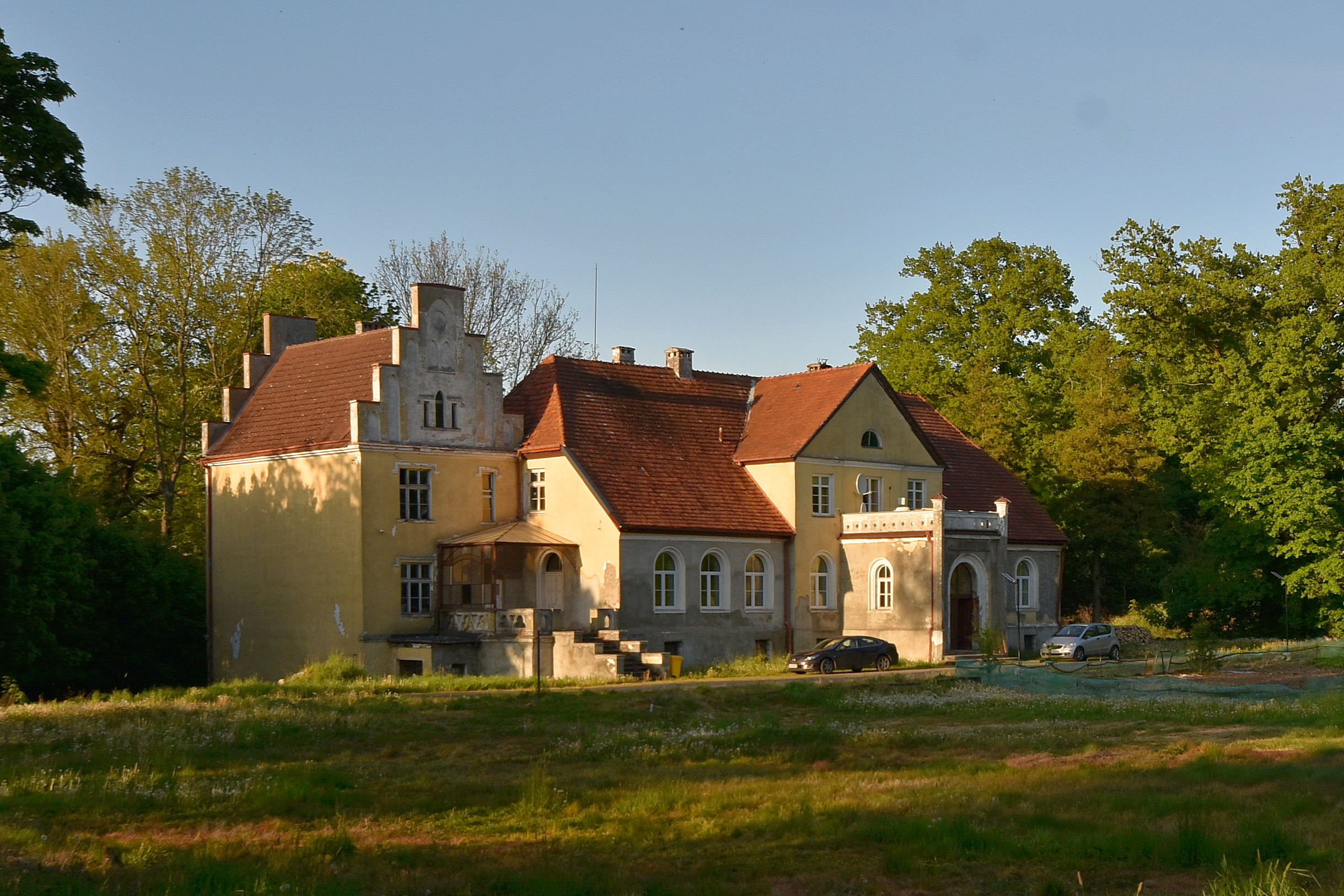
Ehemaliges Gutshaus der Familie Below (2023)
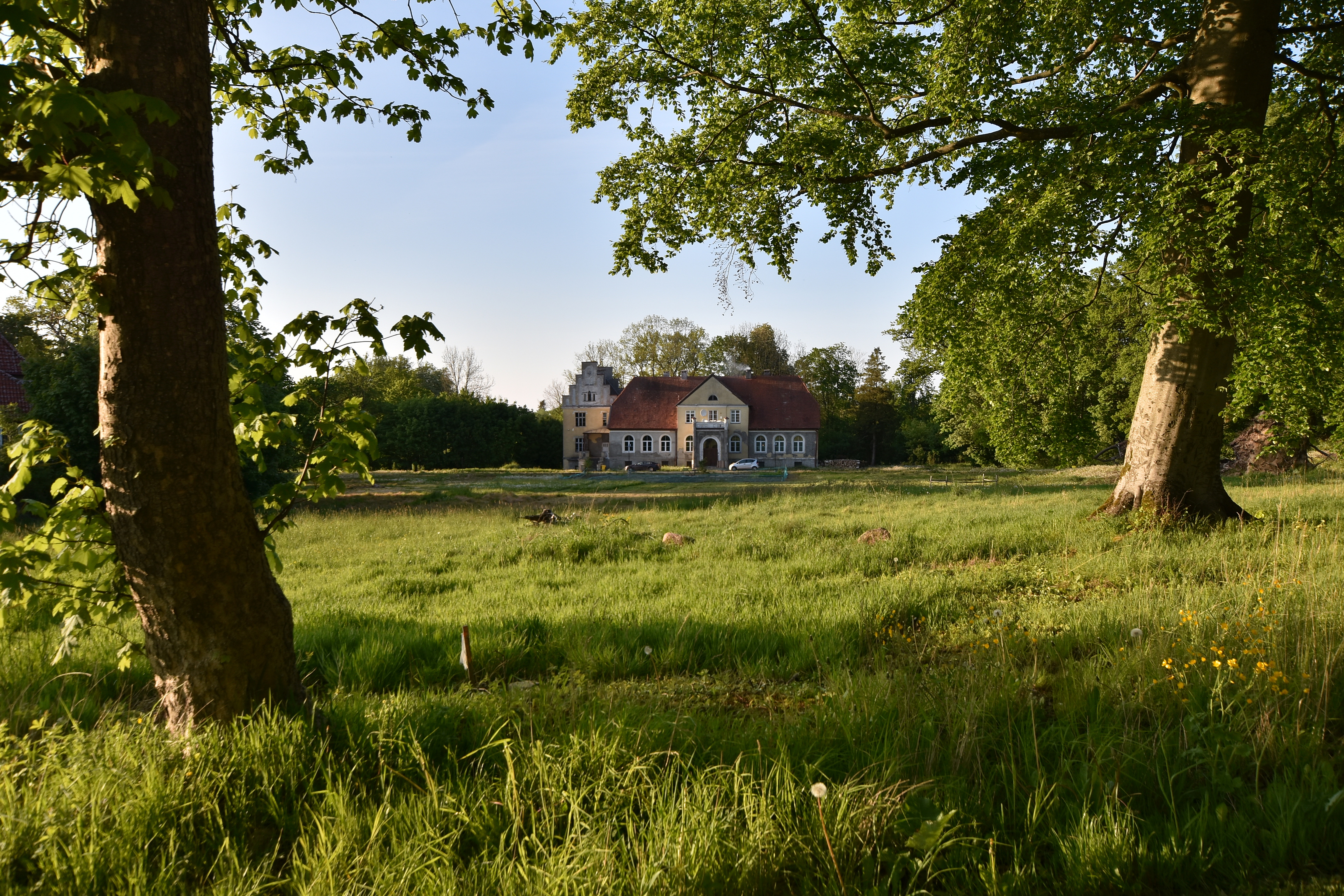
Ehemaliges Belowsches Gutshaus mit Park (2023)
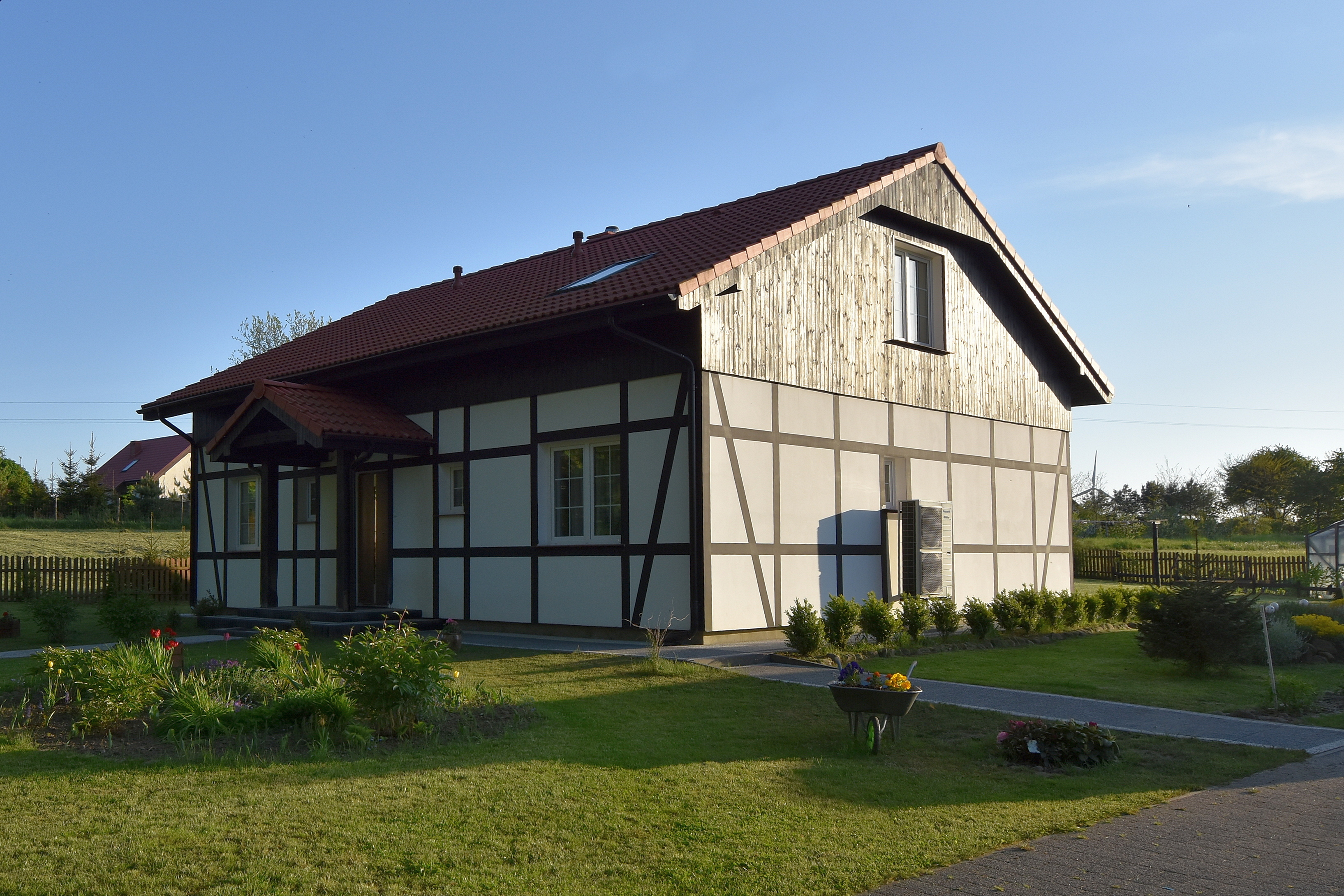
Fachwerkhaus (2023)

Am 1. April 1927 hatte das Gut Saleske eine Flächengröße von 1638 Hektar, und am 16. Juni 1925 hatte der Gutsbezirk 706 Einwohner.
Am 30. September 1928 wurde der Gutsbezirk Saleske in die Landgemeinde Saleske eingegliedert.
Anfang der 1930er Jahre hatte die Landgemeinde Saleske eine Flächengröße von 19,9 km². Innerhalb der Gemeindegrenzen standen insgesamt 134 bewohnte Wohnhäuser an vier verschiedenen Wohnstätten:
1. Brink
2. Buchwald
3. Saleske
4. Salesker Strand

Um 1935 hatte Saleske unter anderem einen Gasthof, eine Niederlassung einer Spar- und Darlehnskasse, einen Gemischtwarenladen, zwei Mühlen, vier Viehhandlungen und eine Reihe von Handwerksbetrieben und Dienstleistern. Im Jahre 1939 betrug die Gemeindefläche 1751 Hektar bei einer Wohnbevölkerung von 967 Einwohnern.
Bis 1945 bildete Saleske eine Landgemeinde im Landkreis Stolp, Regierungsbezirk Köslin, in der preußischen Provinz Pommern des Deutschen Reichs. Saleske war Sitz des Amtsbezirks Saleske, gehörte jedoch zum Standesamt Dünnow und Amtsgericht Stolpmünde.
Gegen Ende des Zweiten Weltkriegs drangen am 7. März 1945 Truppen der Roten Armee von Westen her in den Ort ein. Drei Tage später wurde eine sowjetische Kommandantur eingerichtet. Danach wurde das Dorf von der Sowjetunion zusammen mit ganz Hinterpommern der Volksrepublik Polen zur Verwaltung überlassen. Im Sommer 1945 kamen Polen nach Saleske und übernahmen Höfe und Häuser. Saleske wurde unter dem polonisierten Ortsnamen ‚Zaleskie‘ verwaltet. Alle einheimischen Dorfbewohner wurden in der folgenden Zeit von der polnischen Verwaltungsbehörde aus Saleske vertrieben.
Später wurden in der Bundesrepublik Deutschland 576 und in der DDR 247 aus Saleske vertriebene Dorfbewohner ermittelt.
Das Dorf ist heute ein Teil der Gmina Ustka im Powiat Słupski der Woiwodschaft Pommern (1975–1998 Woiwodschaft Słupsk). Heute zählt das Dorf etwa 400 Einwohner.

## Kirche

### Dorfkirche

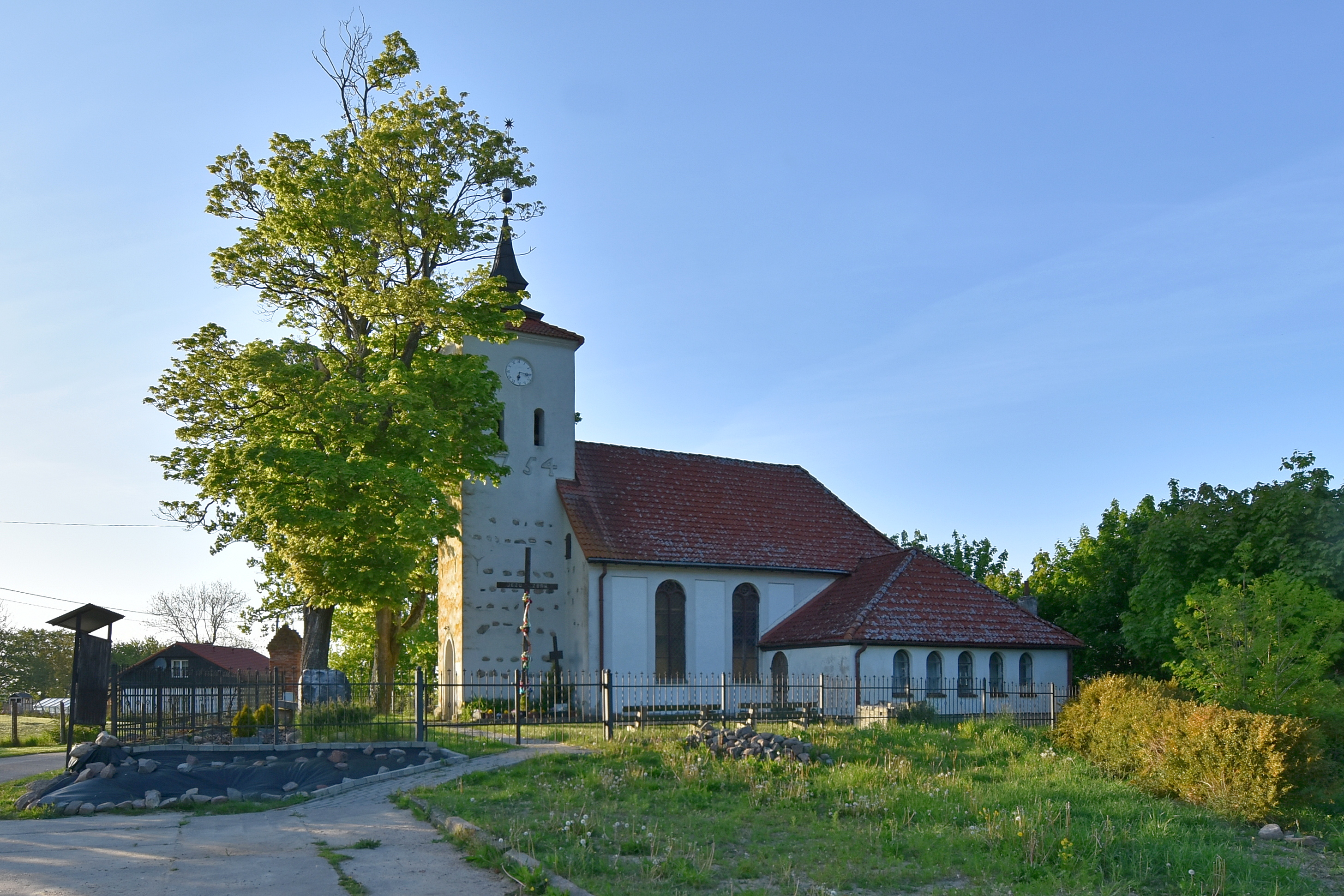
Dorfkirche (2023), bis 1945 Gotteshaus der evangelischen Gemeinde Saleske

Die Salesker Kirche stammt aus dem Ende des 16. Jahrhunderts. Der Turm trägt die Jahreszahl 1754. Im Innern des Gotteshauses befand sich vor 1945 ein dreiteiliger Flügelaltar aus der ersten Hälfte des 15. Jahrhunderts. Die Kanzel war ein Werk aus dem 17. Jahrhundert. Der Orgelbaumeister Christian Friedrich Voelkner aus dem Nachbarort Dünnow baute hier 1869 die Orgel. In der Kirche war eine Wappentafel der Familie Below mit einem großen Familienwappen in der Mitte, umgeben von 16 kleineren Wappenschildern. Die beiden am Ende des 19. Jahrhunderts vorhandenen Glocken waren von Glockengießern in Kolberg gegossen worden, und zwar die eine 1697 von Ernst Kridewitt und die andere von Johann Meyer.
Die Kirche, in der über 400 Jahre evangelische Gottesdienste stattfanden, wurde 1945 von der polnischen Administration zugunsten der katholischen Kirche in Polen zwangsenteignet und vom polnischen katholischen Klerus ‚neu geweiht‘.

### Kirchspiel bis 1945
Die Bevölkerung von Saleske war vor 1945 fast ausnahmslos evangelischer Konfession. Im Jahre 1590 wurde Saleske eine Filialgemeinde des Kirchspiels Dünnow, und die dortige Dorfkirche war bis 1945 Pfarrkirche. Sie gehörte zum Kirchenkreis Stolp-Stadt im Ostsprengel der Kirchenprovinz Pommern in der Kirche der Altpreußischen Union.
Im Jahre 1940 zählte die Kirchengemeinde Saleske 1054 Gemeindeglieder von 3090 im gesamten Kirchspiel. Sie unterstand dem Kirchenpatronat der Familie von Below, zuletzt Walter von Below. Die Kirchenbücher wurden in der Pfarrei Dünnow aufbewahrt, wo der Bestand an Kirchenbüchern bis 1643 zurückreichte.
Das katholische Kirchspiel war in Stolp.

### Polnisches Kirchspiel bis 1945
Die seit 1945 und Vertreibung der einheimischen Dorfbewohner anwesende polnische Einwohnerschaft ist überwiegend katholisch. Zaleskie ist – wie auch Możdżanowo (Mützenow) – eine Filialkirche der Pfarrei Duninowo (Dünnow) im Dekanat Ustka (Stolpmünde) im Bistum Köslin-Kolberg der katholischen Kirche in Polen.
Evangelische Polen gehören zur Kirchengemeinde der Kreuzkirche in Stolp in der Diözese Pommern-Großpolen der Evangelisch-Augsburgischen Kirche in Polen.

## Schule
Im Jahre 1932 gab es im Gemeindegebiet von Saleske zwei Volksschulen: eine vierstufige mit vier Klassen, drei Lehrkräften und 162 Schulkindern in Saleske selbst sowie eine einstufige mit einer Lehrkraft und 20 Schulkindern im Ortsteil Salesker Strand. Der wohl erste Schulhalter in Saleske war Georg Stöckmann (bis 1785).

## Verkehr
Durch den Ort führt die Woiwodschaftsstraße 203, die Köslin und Darłowo (Rügenwalde) mit Stolpmünde verbindet.
Die nächste Bahnstation ist das zehn Kilometer entfernte Ustka an der Staatsbahnstrecke 405 Piła (Schneidemühl) – Ustka (Stolpmünde). Bis 1945 bestand die Bahnstation Gallenzin-Saleske (polnisch: Golęcin-Zaleskie) an der dann stillgelegten Bahnstrecke Schlawe–Stolpmünde (Sławno–Ustka).

## Persönlichkeit des Ortes

### Söhne und Töchter des Ortes
- Matthias Wilhelm von Below (1722–1798), preußischer Generalleutnant, Gouverneur der Festung Stettin
- Claus von Below-Saleske (1866–1939), deutscher Diplomat, Gesandter in Bulgarien und in Belgien
- Gerda von Below (1894–1975), deutsche Schriftstellerin

### Persönlichkeiten, die vor Ort gewirkt haben
- Nikolaus von Below (1837–1919), nach 1863 Fideikommissherr auf Gut Saleske, Mitglied des Preußischen Herrenhauses